# Storia della cardiologia

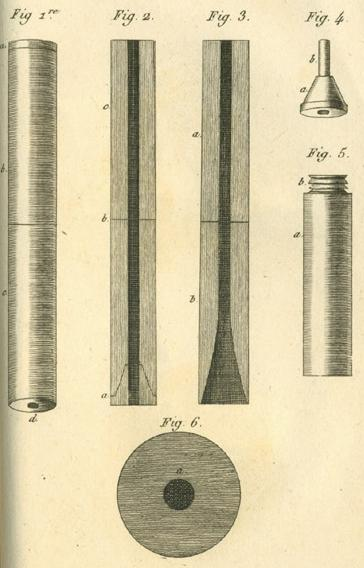
modello di stetoscopio di Rene-Theophile-Hyacinthe Laennec 1819

## Aspetti generali dell'evoluzione della cardiologia nell'antichità
Disciplina medica fondata su vaste e specifiche conoscenze anatomiche, la cardiologia in epoche remote è stata sfiorata come vago concetto nelle analisi filosofiche di Aristotele e Platone, i quali, almeno, avevano intuito l'importanza del cuore per la regolare fisiologia umana. Per Galeno, il muscolo cardiaco era sede della passionalità e dello spirito vitale, regolatore della temperatura corporea. Il medico greco inoltre confutò la tesi di Erasistrato, basata sulla circolazione di aria nelle arterie, ma incappò nell'errata convinzione che il sangue fluisse senza regolazione direttamente fra parte destra e sinistra del cuore. Che questa tesi sia rimasta immutata fino agli studi sulla circolazione sanguigna di William Harvey dimostra con quanta fatica questa specialità medica si sia fatta strada.

## La cardiologia fra XV e XVII secolo

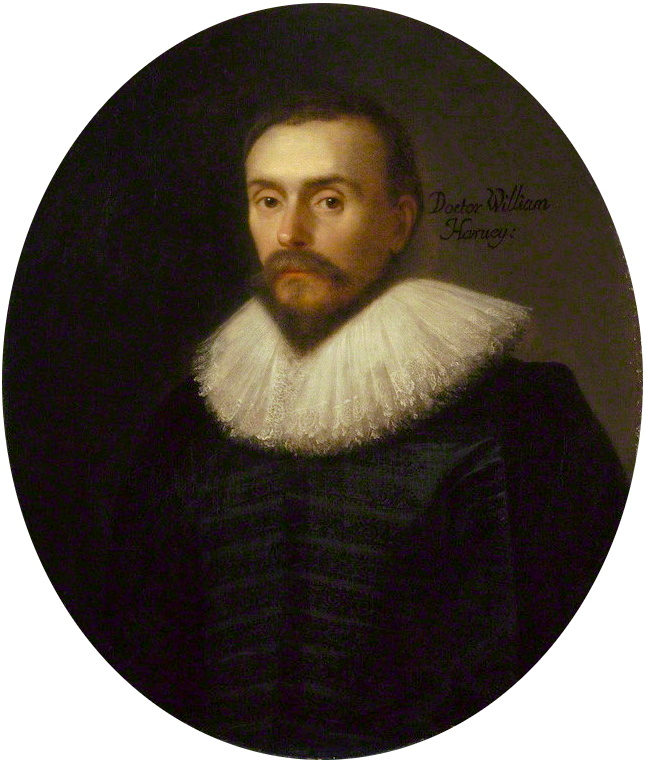
William Harvey, padre della cardiologia.

Non è un caso che la linea di evoluzione storica della cardiologia impenni bruscamente in concomitanza dei primi e seri studi anatomici e fisiologici: le prime ricerche devono molto alle tavole anatomiche di Leonardo da Vinci e Vesalio, in particolare quelle del primo si rivelarono più accurate nella descrizione delle valvole cardiache e non contenevano riferimenti grafici relativi all'esistenza di pori nel setto interventricolare, ipotizzati invece da Vesalio nel "De humani corporis fabrica" (1543).
Per quanto riguarda il movimento circolatorio, Cartesio ipotizzava che il sangue raggiungesse il cuore, che per riscaldamento si dilatava: in questo principio vedeva il motivo della contrazione, avendo rifiutato la teoria della generazione interna di una forza intrinseca. 
Fu William Harvey, padre della cardiologia che, in una lettera a Jean Riolan, antecedente alla pubblicazione del “ De motu cordis” (1628), introdusse l'esistenza di una terza circolazione, oltre a quella dei polmoni e del corpo: essa riguardava il passaggio del sangue dal ventricolo sinistro al destro; fu sempre lui ad esaminare inoltre arterie, vene e setti del cuore.
Un inquadramento molto più dettagliato della circolazione fu permesso dagli studi di Servet e dalla scoperta al microscopio delle arteriole e capillari da parte di Marcello Malpighi; mentre il primo anatomista a fare uno studio dettagliato sul cuore fu Théophile Bonet, che si interessò degli stati patologici; famose sono le descrizioni di “pietre”, che a posteriori possiamo associare a prodotti di calcificazioni di arterie e pericardio.
Grandissimo pioniere in questa era della cardiologia fu invece Richard Lower: i risultati dei suoi studi ne danno testimonianza. Dimostrò sperimentalmente che il cuore era controllato da nervi, mediante un intervento di legatura sul nervo vago: l'effetto era correlabile all'indebolimento dei battiti cardiaci. Scrisse  poi il “Tractatus de corde, item de motu et colore sanguinis” (1669), un best seller per la cardiologia moderna. In esso egli rende nota la differenza di colore fra sangue venoso e arterioso, definisce inoltre il concetto di ematosi e dimostra la tenuta stagna della valvola mitrale. Classifica poi le malattie del cuore in quattro principali categorie: quelle legate a difetti del cuore stesso, quelle dovute alle coronarie, quelle relative al sangue e quelle dovute all'influenza di spiriti. Studiando la pericardite ne riconobbe la forma costrittiva, che descrive nel suo stesso libro facendo riferimento a un caso clinico di una signora deceduta, alla quale fu osservato un pericardio opaco e pieno di noduli. Esiti favorevoli li ottiene anche nelle ricerche sulla trombosi, alla quale dedica un capitolo intero: non conosceva ancora i fenomeni di coagulazione del sangue, ma essendo in possesso di teorie prese in prestito dalla fisica, quale quella dei vasi comunicanti, riuscì con buona approssimazione a descrivere fenomeni di collasso ed edemi.
"Le teorie galeniche erano ormai moribonde".

## Cardiologia nel XVIII secolo
I pionieri del 1700 furono diversi e molto dovettero al fertile humus lasciato dai loro predecessori. Tra i primi si riscontra Albrecht von Haller professore a Gottinga nel 1753, che sulla scia di Lower si interessò anatomicamente del cuore e delle pericarditi, ma soprattutto scoprì l'automatismo del cuore e l'eccitazione delle fibre muscolari. Un contributo notevole nell'ambito della clinica diagnostica è stato dato da Raymond Vieussens, che scrisse due libri, uno incentrato sulle coronarie e un altro sulle patologie cardiologiche nel 1715. In quest'ultimo egli descrive casi pratici di stenosi atriale e rigurgitazione aortica, correlando tali casi patologici ad aspetti visibilmente individuabili, come le labbra plumbee; in relazione alla stenosi mitrale aveva notato il verificarsi di gravi insufficienze respiratorie; per quanto riguarda l'insufficienza aortica era riuscito a notare un nesso possibile con la compresenza di edemi alle gambe. Sulla scia degli esperimenti di Richard Lower, le applicazioni in campo cardiologico dei recenti studi fisici di Thomas Young e Poseuille servirono per il progresso dell'emodinamica e per le ricerche sul nuovo fenomeno osservato dell'ipertensione. Si utilizzò tra l'altro lo strumento inventato da Santorio Santorio, il pulsilogio o pulsametro, in grado di associare un valore numerico alla quantitativa e qualitativa
frequenza del battito cardiaco. Questo secolo inoltre fu fecondo per la letteratura medico-cardiologica, in particolare Jean-Baptiste de Sénac ha lasciato un "Traitè de la structure du coeur"(1749), nel quale espone i risultati di studi effettuati sul cuore ingrossato e dell'uso della chinina nella cura della stenosi mitralica. A Stephen Hales dobbiamo invece la dimostrazione di come possono variare in diametro i letti vascolari: a questa certezza vi arrivò dopo aver inciso l'arteria crurale sinistra di una cavalla e avervi inserito un tubo di rame: liberata l'arteria dal laccio emostatico, il sangue saliva nel tubo a "otto piedi e tre pollici sopra il livello del ventricolo sinistro" (1718).
Pubblicò in seguito questi studi insieme ad altri sempre relativi ad esperimenti idraulici e idrostrastici sui vasi sanguigni. Per la prima volta in questo secolo si assiste ad eventi di cardiologia interventistica: il primo è attribuibile a John Hunter, il quale curò un aneurisma arterio-venoso mediante mirate incisioni; interessante notare che semplici interventi di questo genere abbiamo potuto ridurre i quozienti specifici di mortalità in relazione ad anomalie di suddetti vasi sanguigni. Egli, inoltre, scoprì, dopo alcune ricerche sulle arterie che irroravano le corna di un daino, la possibilità di formazione di un circolazione vicaria: ne diede prova ai suoi colleghi legando l'arteria della gamba di un malato in preda a un'emorragia: se i colleghi si aspettavo una gangrena il risultato fu un circolo collaterale (1789).

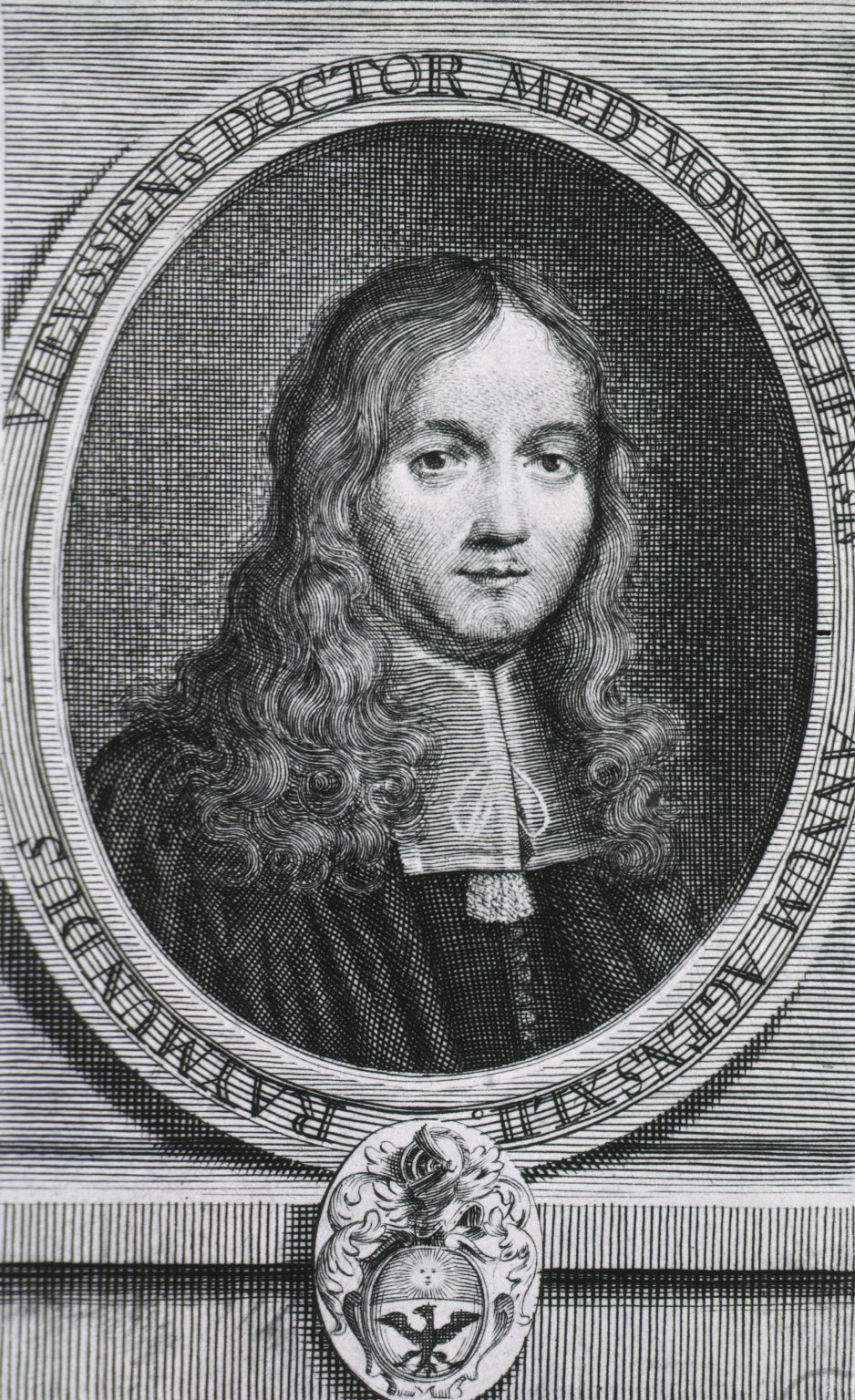
Raymond de Vieussens

### Approccio storico ai primi casi di "angina pectoris"
Fu William Heberden a introdurre questo termine medico nel 1768, nel suo rapporto su una sofferenza di petto: il termine latino angere significa soffocare. Egli stesso nota come la gente che riportava questo sintomo avvertiva la spiacevole sensazione di strangolamento e manifestava ansia, per di più ne era particolarmente soggetta in seguito a sforzi anche leggeri dopo i pasti; ne riconosce la maggiore incidenza negli uomini, la tendenza del dolore a spostarsi più verso sinistra che destra e la mancata variazione del battito cardiaco. Questa notevole descrizione appare molto completa e soprattutto confermata dagli studi su oltre cento individui. La nozione di angina pectoris non rientrò però subito sul dizionario medico, perché nonostante i reiterati casi clinici studiati - famoso il caso di Mirabeau, seguito dal dottor Cabanis - non si riusciva a coglierne la correlazione con problemi cardiaco-vascolari. Correlazione che poi fu pienamente individuata da John Fothergill: la causa dell'angina fu sospettata nell'ossificazione biancastra dell'aorta o delle arterie coronarie (1768); questa tesi fu espressa nella sua opera intitolata "Nuovo contributo sull'angina pectoris"

#### Morgagni e le pericarditi
Giambattista Morgagni, padre dell'anatomia patologica, rende partecipi delle proprie osservazioni cliniche i suoi amici, come si può notare dal fatto che le successive informazioni sono tratte dalle serie di lettere anatomomediche. In ogni lettera esamina attentamente i sintomi riportate dai pazienti: nella sedicesima descrive in una donna la generazione di lesioni durante l'atto di inspirazione ed espirazione, attribuile ad idropisia del petto o più specificamente del pericardio.
Le pericarditi, all'epoca frequenti, davano molto spesso come esito finale la morte: Morgagni ne osservava i cadaveri e ne apriva il petto. Riferendosi a una ventiseienne, durante l'apertura dello sterno racconta di aver notato una grande quantità d'acqua venir fuori da ambo i lati; l'operazione che faceva seguire era quella di riscaldare il liquido raccolto al fine di individuare quello proveniente dal pericardio e quello del petto, giacché quest'ultimo coagulava, l'altro no. In una successiva esaminazione avvisa di come l'infiammazione da pericardite aveva reso eccessivamente acquoso il sangue, che non poteva più fisiologicamente fluire attraverso i ventricoli. Accanto alla semplice descrizione delle patologie, Morgagni discute, sulla scia di Jean Baptiste Sénac, la semeiologia, focalizzando l'attenzione sui possibili errori nei quali è possibile incappare: si riferiva al fatto che l'idropisia non solo non è correbile esclusivamente alla pericardite, ma anche è difficile da individuare se non si interviene chirurgicamente sul cadavere, in contrapposizione agli altri tipi di diagnosi eseguiti da medici del tempo. Aggiunge infatti che dal punto di vista diagnostico auscultare le fluttuazioni del fluido scuotendo le spalle del malato può essere insufficiente. La sedicesima lettera si conclude con un omaggio a Jean Baptiste Sénac, del quale apprezza il metodo proposto per l'evacuazione del liquido: aveva individuato il percorso tale da non ferire l'arteria mammaria e il cuore stesso.

#### Morgagni e gli aneurismi
L'approccio di Morgagni alle dilatazioni del cuore o delle arterie è sempre di stampo osservazionale: nella stessa raccolta di lettere dove aveva descritto le pericarditi riporta i risultati delle autopsie di alcuni cadaveri. Nel primo caso riconosce nell'aneurisma di un individuo una dilatazione elettiva di atrio e ventricolo destri, ma non l'aveva associata a una probabile disfunzione mitralica, quantunque fosse a conoscenza delle descrizioni di casi simili in Vieussens. Interessante il caso di ingrossamenti del cuore, talmente eccessivi da paragonare il muscolo a quello di un bue. Nel rapporto di un'autopsia racconta di un cuore con un ventricolo talmente espanso da poter contenere un altro cuore di dimensioni normali e della consistenza gelatinosa della tonaca intima dell'aorta del medesimo malcapitato. Morgagni se premuroso per certi versi, non si interessa molto delle valvole cardiache e molto sinteticamente riassume ciò che si nota in relazione a queste tipologie di dilatazioni, definendone inoltre le statistiche per zone di interessamento: le più colpite erano le cavità sinistre, i cui aneurismi erano associati a lesioni dell'aorta, mentre quelli del ventricolo e atrio destro erano piuttosto riallacciabili alla presenza di ostacoli nelle valvole.

## La modellazione della cardiologia nel XIX e XX secolo
Non v'è dubbio che l'evento fondamentale di questo periodo sia l'invenzione dello stetoscopio da parte di René Laennec (1816). Questo strumento all'inizio non fu ben visto anche perché, prima di lui, solo alcuni medici - come il suo stesso maestro Corvisart e Bayle - ritenevano l'auscultazione un buon mezzo diagnostico; in particolare Corvisart ne faceva uso per studiare le variazioni di frequenza del battito nella stenosi mitralica. Laennec fu il primo ad associare il primo suono cardiaco alla contrazione del ventricolo, sincrono della pulsazione arteriale, mentre al secondo collegò la contrazione degli atri; il terzo suono fu poi identificato da Pòtain nel 1900. Nel 1819 scrisse il "Traitè de la structure du coeur". Il contributo di Claude Bernard fu quello di aver descritto i nervi vasomotori e l'introduzione del cateterismo del cuore al fine di misurarne la temperatura interna; in particolare andando ad incidere il nervo simpatico, la determinò come funzione della vasodilatazione, informazione che riporterà nel suo libro "Il battito cardiaco animale". Un'altra pietra angolare della ricerca per lo stimolo di natura nervosa del cuore è rappresentata dalle osservazioni eseguite da Cyon e Ludwig sul nervo depressore dell'arco aortico ed altre condotte sul nervo vago, la cui inibizione comportava la diminuzione della frequenza del battito. Sulla conduzione elettrica del cuore indirizzarono i propri studi anche Koelliker e Peter Müller. Il periodo delle tavole anatomiche si risvegliò grazie a Lobstein, nel cui atlante "Anatomia patologica del corpo umano" sono riportate descrizioni grafiche di infarti e di malformazioni miocardiche; fu proprio lui ad introdurre il concetto di aterosclerosi. Gli furono assegnate due cattedre per l'insegnamento dell'anatomia patologica, una a Strasburgo, l'altra a Parigi nel 1836. Nello stesso periodo si svilupparono le tecniche di registrazione della pressione sanguigna, grazie allo strumento, il chimografo, inventato da Carl Ludwig nel 1847. A questo tipo di registrazione si affiancò quella dei battiti cardiaci, messa in atto da Marey: si servì di un galvanometro che gli permise di trascrivere graficamente l'attività elettrica del cuore delle rane. Waller attraverso lo stesso strumento misurò le variazioni del potenziale elettrico del cuore del suo cane. Lo stesso Marey, in seguito, si dedicò alla misurazione dei potenziali, soprattutto grazie ai miglioramenti indotti da una riprogettazione dello strumento secondo parametri matematici dettati da Willem Einthoven, considerato il padre dell'elettrocardiografia. Introducendo queste implementazioni poté inoltre osservare l'apice variabile del tracciato responsabile del cambiamento della forma attraverso piccoli cambiamenti nella posizione dell'apparecchio (1908). Il progetto successivo di Marey era quello di studiare i meccanismi e i tempi del circolo del sangue attraverso le cavità del cuore: insieme a Chauveau pensò di usare delle sonde di gomma da inserire nella vena giugulare per raggiungere l'atrio destro di alcuni animali; le sonde piene d'aria erano collegate a un tamburo a leva, sulla cui membrana di caucciù venivano amplificati i suoni della sonda. Da ciò si inscrivevano oscillazioni registrate da un apparecchio costituito da un cilindro metallico ricoperto di carta, che girando su se stesso ne scriveva il tracciato.

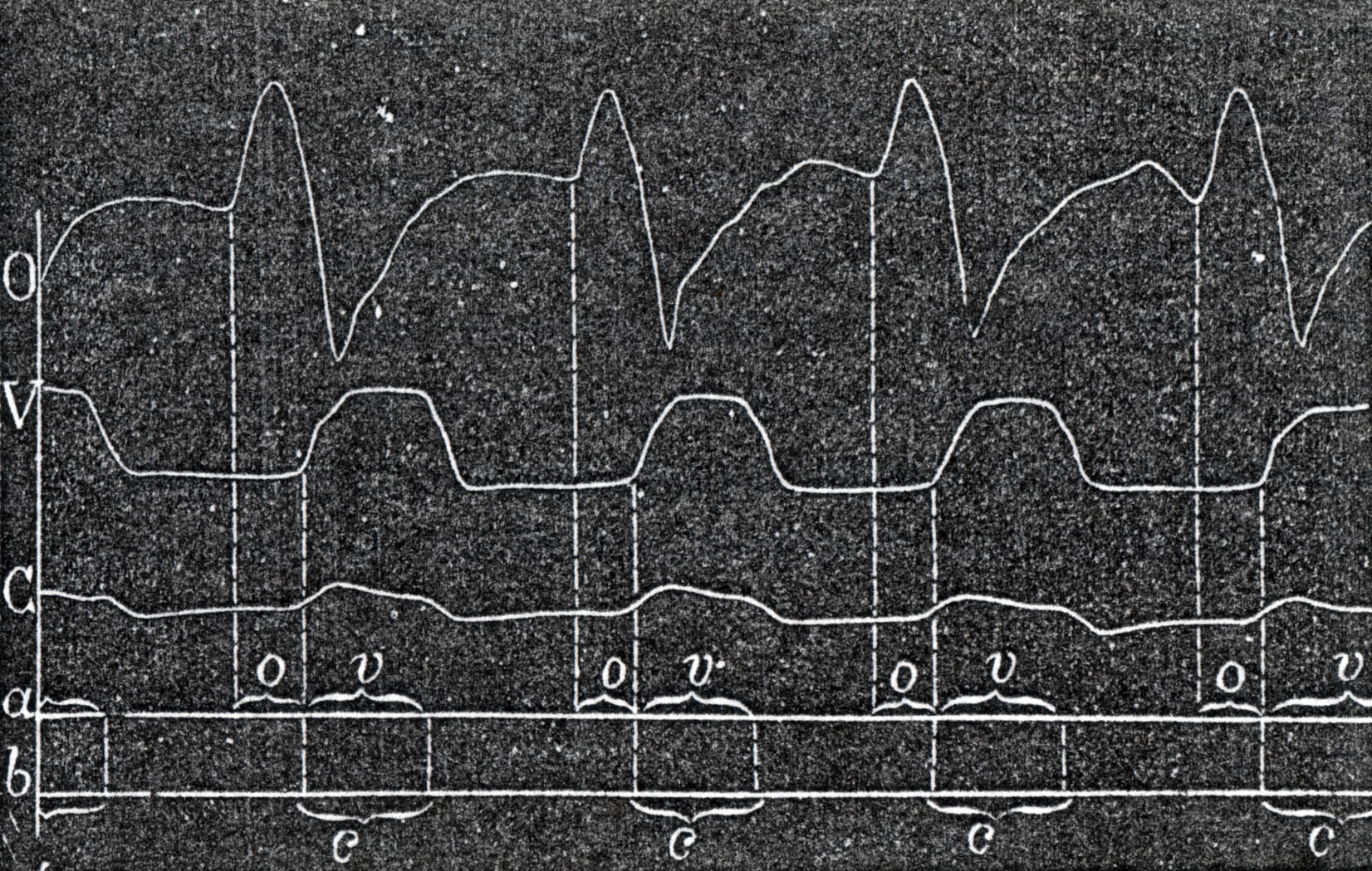
tracciato eseguito da Marey

 La grandezza di Marey è anche riconoscibile nei chiarimenti che apportò nella natura elastica delle arterie: se prima si pensava che la progressione del sangue nei vasi era dovuta alla contrazione del cuore, egli spiegò che il tessuto connettivo, immesso nelle arterie, ne faceva distendere le pareti, le quali, a loro volta, per un'essenziale elasticità ritrasmettevano una forza capace di far avanzare il sangue durante la diastole. Il fisiologo inoltre si applicò nella misurazione della pressione nelle arterie e riuscì a determinare la pressione massima.

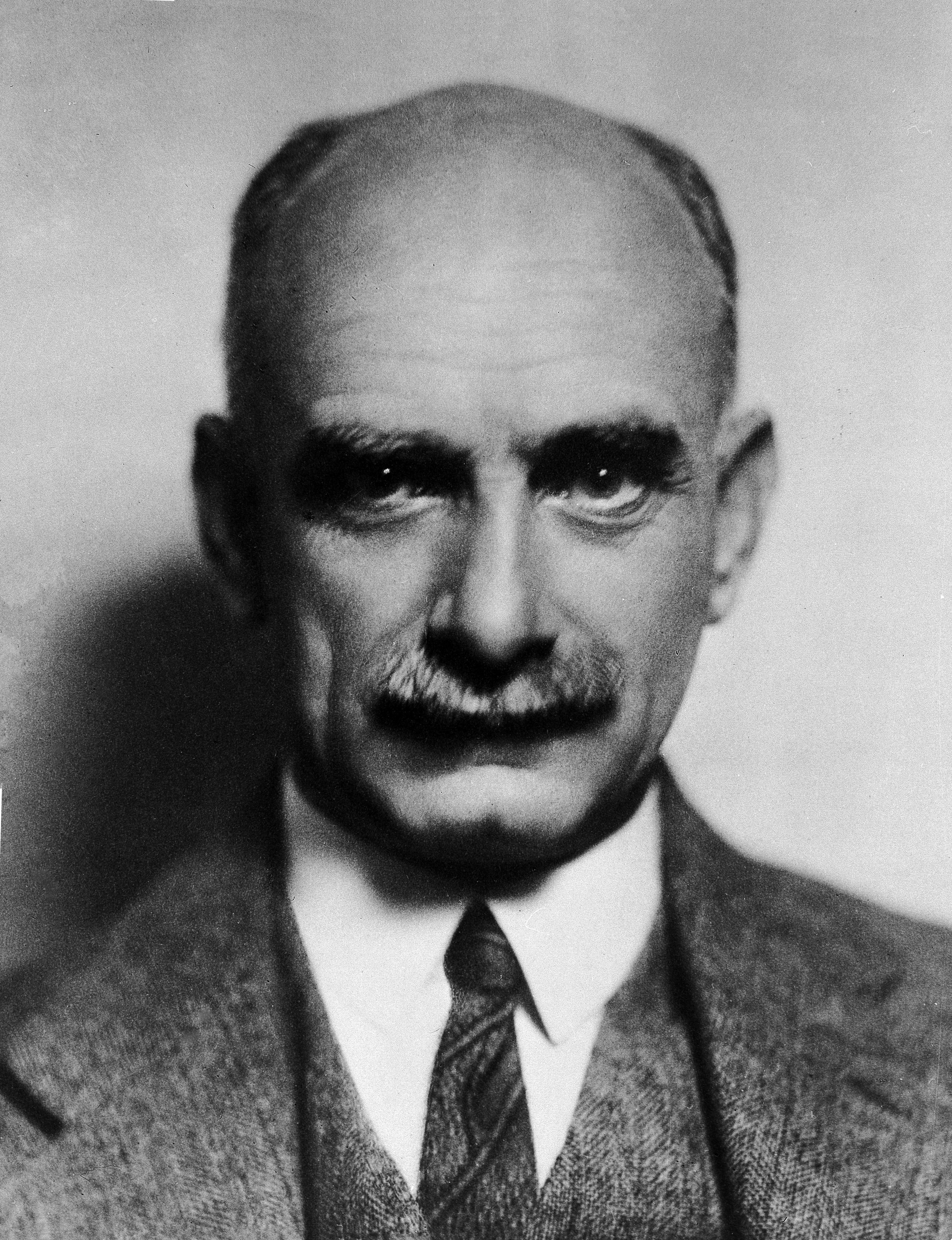
Sir Thomas Lewis.

Nei tempi successivi andarono per la maggiore gli studi di preparazione per gli interventi cardiochirurgici e ricerche nell'ambito dell'automatismo del cuore. Per queste ricerche si impegnarono Walter Gaskell e Wilhelm Engelmann, che insieme dimostrarono l'ingresso di vena cava inferiore e superiore nell'atrio destro. Scoperta affascinante fu quella di Wilhelm His, che descrisse il fascio atrioventricolare, in sua memoria detto "di His". Negli stessi anni Karl Aschoff e Sunao Tawara descrissero la funzione delle fibre del Purkinje, la tipologia di cardiociti più grandi, facenti parte del sistema di conduzione dello stimolo nervoso "(1906)". I primi interventi di cardiochirurgia e chirurgia intratoracica furono permessi dallo sviluppo delle tecniche anestetiche: tra i primi si ricorda quello di Rehm del 1896; da quell'anno si iniziarono ad utilizzare anche fluoroscopia e tecniche di radiologia: tra i fautori dell'impiego di queste ultime ci fu Karel Frederik Wenckebach, che si serviva di un roentgenografo. Negli Stati Uniti il primo pioniere della cardiologia fu Austin Flint, che pubblicò trattati sulle malattie cardiache (1859), approfondendo in seguito i soffi al cuore (1862), mentre in Inghilterra lo fu Ernest Starling, a cui attribuiamo la legge di Starling, per la quale  la sistole è regolata in relazione alla quantità di sangue presente nel ventricolo alla fine della diastole: maggiore è il sangue in entrata, maggiore sarà quello in uscita, ne consegue un equilibrio tra il ritorno venoso e la gittata cardiaca. In Italia ricordiamo, invece, Batelli da Genova che pubblicò svariati articoli sulle morti dovuti a fibrillazioni ventricolari, in particolare insieme a Jean-Louis Prevost spiegò come per arrestare una tachicardia era possibile utilizzare scariche ad alto voltaggio (1902). Nella prima metà del XX secolo si distinse, inoltre, la figura del medico britannico Thomas Lewis.

### Misurazione della pressione
L'implementazione del metodo è dovuto ad alcuni studi di Carl Ludwig risalenti al 1847, mentre l'introduzione del sistema per gonfiaggio di aria si attribuisce a Riva Rocci (1896). Nello studio degli strumenti intervenne anche Poiseuille: a lui si deve la legge della relazione fisica tra resistenza vascolare e intensità di diametro. Più specificamente in seguito il concetto di pressione rientra nell'ottica dello stato patologico di ipertensione: Richard Bright trovò una correlazione tra nefrite cronica e ipertrofia del ventricolo sinistro, studio che fu pubblicato in "Report of Medical Cases" nel 1827. Fu poi Traube a confermare questa teoria nel 1871.

#### Il cateterismo cardiaco
Ispirato da quanto visto su un giornale di chirurgia veterinaria, nel 1929 Werner Forssmann era determinato nel voler applicare sull'uomo il cateterismo cardiaco, magari per somministrare direttamente farmaci attraverso dei tubi di caucciù. L'ospedale in cui lavorava, chiaramente, non appoggiò la sua idea, perciò non gli venne fornita alcuna "cavia". Arresosi, dopo però essere riuscito a inserire nell'atrio di un cadavere un catetere di caucciù a partire dal braccio destro, credette che l'unico tentativo possibile fosse un'autoesperimentazione. Il primo tentativo di autoesperimentazione fallì perché il suo assistente si rifiutò di proseguire l'esperimento. Il secondo invece funzionò: Forssmann, anestetizzato localmente, si inserì progressivamente il catetere e, postosi dietro uno schermo a raggi X, indirizzò il tubicino precisamente nell'atrio destro. Forssmann non avvertì alcun disturbo e il ritmo cardiaco non ne risultò compromesso. Questa brillante tecnica rimase isolata e sottovalutata per un po' di tempo fin quando negli Stati Uniti trovò nuova applicazione al Bellevue Hospital di New York. Qui si decise di prelevare del sangue dal cuore destro per studiarne la composizione prima del passaggio attraverso il polmone; ben presto venne usato per ottenere altri dati come i valori di tensione dell'ossigeno, i valori legati ai casi di commistione di sangue arterioso e venoso alla presenza di difetti settali. Se cateterizzare il cuore destro fu qualcosa di programmabile ed eseguibile quasi sempre senza problemi, non si può dire lo stesso del cuore sinistro. Il dottor John Ross, infatti, escogitò l'utilizzo di un triplo catetere per aggirare la difficoltà; più specificamente uno dei tre cateteri era abbastanza sottile da raggiungere il cuore sinistro affiancando la parete settale senza perforarla. Nel 1931 E. Moniz realizzò le prime angiocardiografie destre e polmonari, mentre già nel 1946 Chavez aveva trovato una via per effettuare delle angiocardiografie selettive. Nelle ricerche effettuate sul cateterismo cardiaco si distinsero, oltre a Forssmann, Cournand e Richards: tutti e tre ricevettero il premio Nobel nel 1956 per aver reso possibili la raccolta di campioni di sangue, misurazioni della pressione e iniezioni di sostanze radiopache.

### La chirurgia cardiaca
"La strada del cuore non misura che due o tre centimetri e segue una linea diritta, ma ci sono voluti più di duemilaquattrocento anni alla chirurgia per percorrerla". Dr. Sherman.
Nel 1920 Henry Souttar aveva immaginato di poter operare le valvole, una volta compresa la loro struttura durante l'esecuzione di varie autopsie. Inoltre egli aveva sperimentato impianti di valvole artificiali su alcuni animali, ma queste ultime si rivelavano sempre inefficaci o strette. Del resto questo insuccesso gli aveva permesso di comprendere che era facile separare le valvole non solo con una lama tagliente ma anche con un dito. Si assunse in seguito la responsabilità di operare una bambina che soffriva di stenosi mitralica: procedé con una toracotomia sinistra e dopo aver aperto il pericardio avvolse l'atrio con un nastro di seta. Successivamente tenne stretto l'atrio con una pinza in modo da poter far un'incisione e percepire la stenosi.
Proprio con il dito separò i lembi fusi. Un altro intervento prodigioso effettuato su una bambina fu quello del dottor Gross al Children Hospital di Harvard; questa soffriva di soffio sistolico, difetto che fu collegato al dotto di Botallo. Gross intervenne sempre mediante toracotomia sinistra e con legatura attorno al dotto di Botallo: scomparve immediatamente il soffio sistolico e seguì un decorso postoperatorio sereno. Tra i primi interventi decisamente più complicati si ricordano quelli a cui furono sottoposti due individui affetti da stenosi istmica dell'aorta (1944). L'audace chirurgo fu il quarantenne Clarence Crafoord, il quale agì utilizzando una pinza in corrispondenza della zona d'origine dell'aorta: la cosa straordinaria fu che riuscì a dimostrare che l'interruzione del flusso aortico può prolungarsi senza danni apparenti per oltre venti minuti.

### Il cuore artificiale
Il primo trapianto di cuore artificiale fu operato da Denton Cooley: colui che vi fu sottoposto restò in vita per circa sessantaquattro ore con questo cuore ad aria compressa. È da notare come la FDA all'epoca era impegnata nella tutela dell'etica e non diede immediatamente il suo consenso per operare ancora altri casi, ma ne diede il permesso al gruppo di W.J. Kolff per l'esito positivo di alcune sperimentazioni: il trapianto era già stato provato su quindici animali che erano sopravvissuti tutti per oltre cento giorni.

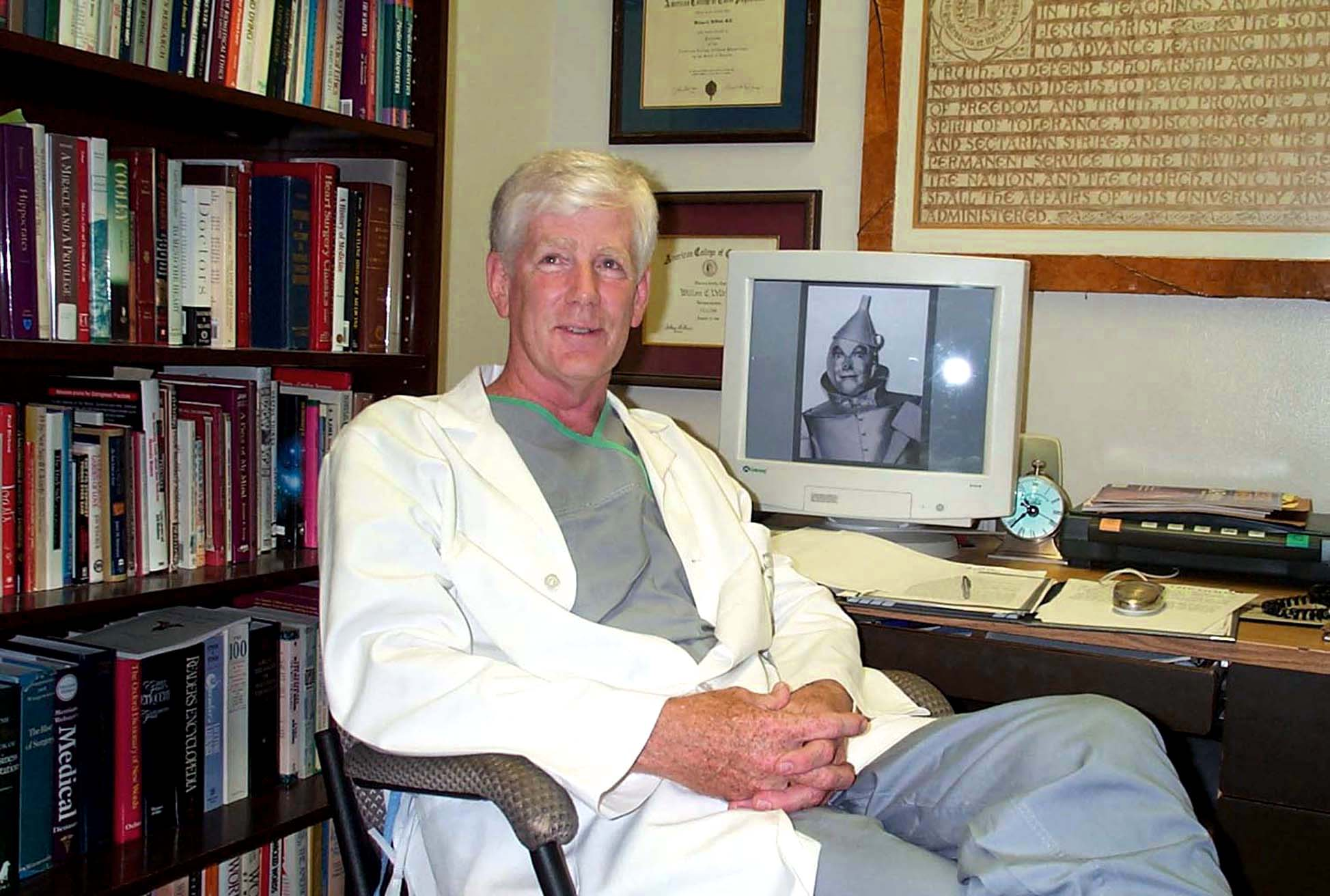
William DeVries

 Nel 1982 il dottor W. de Vries impiantò un cuore artificiale in un sessantunenne affetto da cardiomiopatia; esso era in poliuretano ed era costituito da due camere e sistemi di membrane collegati ad un apparecchio che dava la forza necessaria a pompare il sangue attraverso aria compressa. Il rischio che si verifica è quello che il sangue pompato al minuto possa diminuire drasticamente: da sei-sette litri può spingersi al di sotto dell'uno. I tentativi di riprogettazione da parte del dottor Lapeyre all'Hopital Broussais sembrano avere un buon riscontro nella risposta a questo problema: il cuore studiato simula quello naturale, essando suddiviso allo stesso modo. Un altro prototipo interessante è stato presentato dal dottor Carpentier; esso sfrutta membrane pulsanti e una forza di spinta di natura elettromagnetica e non ad aria compressa. L'avanguardia sembra spettare invece agli studi del dottor Monties a Marsiglia; la sua intuizione sarebbe quella di usare una pompa ipocicloidale basata sul principio del compressore di Maillard-Wenkel, alimentata elettricamente; un'altra sua novità è legata all'introduzione di un materiale leggero quale il carbonio ceramico, nettamente superiore al vecchio acciaio.
Un'alternativa al cuore artificiale è stato quello di un babbuino: è il caso di un trapianto eseguito nel 1984 su un bambino nato prematuro e condannato a un'ipoplasia congenita. Il tentativo alla fine fallì, ma teoricamente era possibile che funzionasse: la scoperta della ciclosporina aveva impedito che si verificasse il rigetto dei trapianti.